# Women’s Royal Naval Service

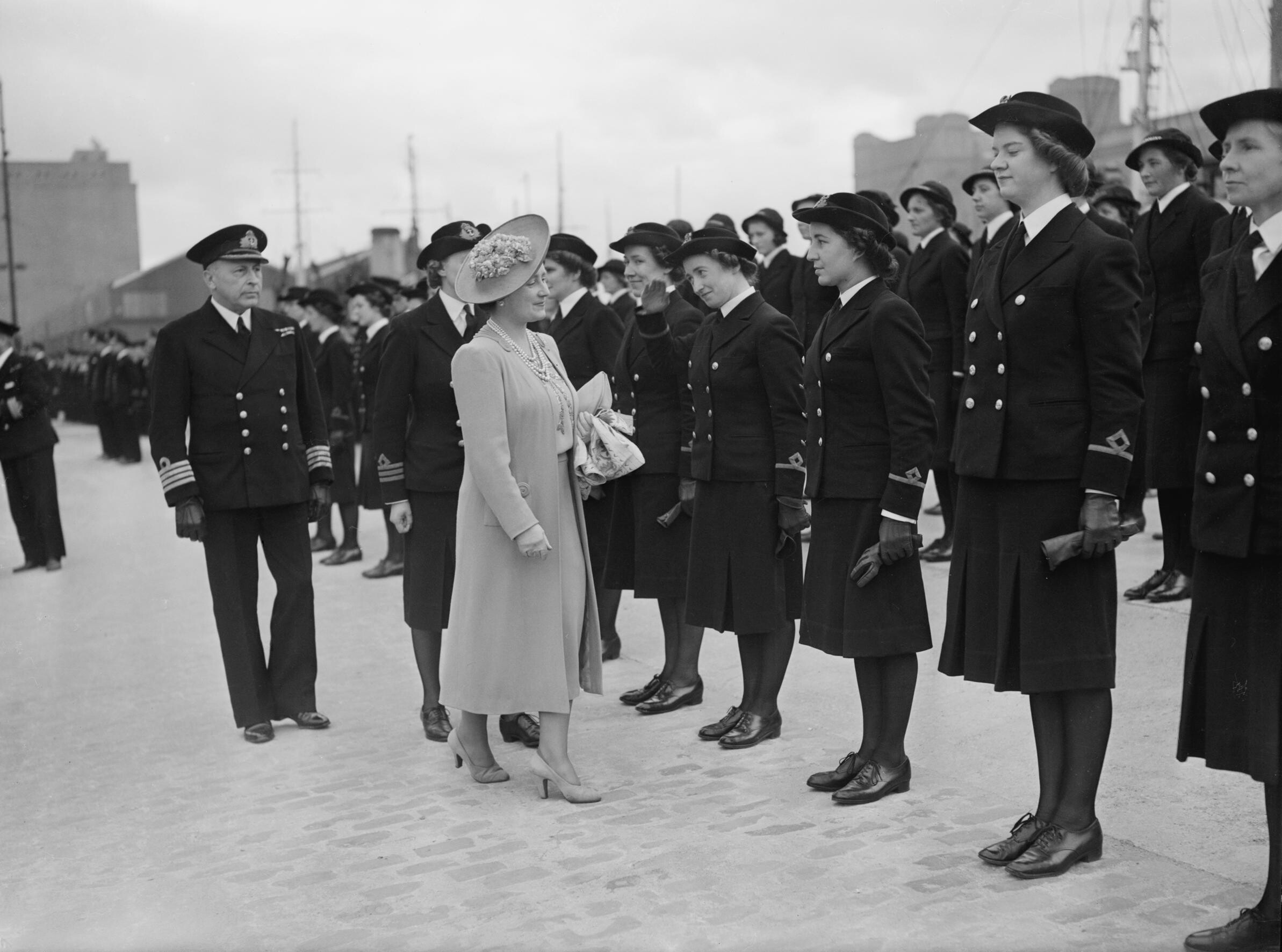
Królowa Elżbieta wizytuje żołnierki WRNS w Belfaście, 1942

Women’s Royal Naval Service (WRNS, popularnie Wrens czyli strzyżyki, spolszczone jako wrenki) – żeńska formacja Royal Navy istniejąca w latach 1917–1919 i 1939–1993.
Początkowo utworzona w 1917 roku w czasie I wojny światowej, została rozwiązana w 1919, a następnie reaktywowana w 1939 roku na początku II wojny światowej, pozostając aktywna do czasu całkowitego wcielenia jej struktur do Royal Navy w 1993 roku. WRNS składała się głównie z kucharek, urzędniczek wojskowych, telegrafistek, techników radarowych, analityków uzbrojenia, operatorów dalmierzy, elektryków, mechaników lotniczych, kierowców pojazdów i łączniczek motocyklowych.
Liczebność formacji sięgała do 6000 osób podczas I wojny światowej i do 74 000 podczas II wojny światowej. 303 „wrenki” zginęły w wyniku działań wojennych.